# Шентламберт
Шентламберт (словен. Šentlambert) — поселення в общині Загорє-об-Саві, Засавський регіон, Словенія. Висота над рівнем моря: 571,7 м.